# Лінн Варлі
Лінн Варлі (англ. Lynn Varley; 11 березня 1958, Нью-Джерсі, США) — американська художниця, якій належать фірмові кольори у графічних романах «Ронін», «Бетмен: Повернення Темного лицаря» та «300». Колишня дружина Френка Міллера.